# Längdskidåkning vid olympiska vinterspelen 1924
Längdskidåkning vid olympiska vinterspelen 1924 dominerades av Finland och Norge. Tävlingarna i längdskidåkning vid olympiska vinterspelen 1924 hölls i Chamonix, Frankrike. 18 kilometer hölls onsdagen den 30 januari 1924, medan 50 kilometer hölls lördagen den 2 februari 1924. Tävlingarna räknades även som världsmästerskapen 1924.

## Herrar

### 18 kilometer
- 2 februari 1924

| Medalj | Tävlande             | Tid       |
| Guld   | Thorleif Haug        | 1.14.31,4 |
| Silver | Johan Grøttumsbråten | 1.15.51,0 |
| Brons  | Tapani Niku          | 1.16.26,0 |
| 4      | Jon Maardalen        | 1.16.56,8 |
| 5      | Einar Landvik        | 1.17.27,4 |
| 6      | Per Erik Hedlund     | 1.17.49,4 |
| 7      | Matti Raivio         | 1.19.10,4 |
| 8      | Elis Sandin          | 1.19.24,0 |
| 9      | Torkel Persson       | 1.19.29,8 |
| 10     | Erik Winnberg        | 1.20.29,4 |

### 50 kilometer
- 30 januari 1924

| Medalj | Tävlande             | Tid       |
| Guld   | Thorleif Haug        | 3.44.32,0 |
| Silver | Thoralf Strømstad    | 3.46.23,0 |
| Brons  | Johan Grøttumsbråten | 3.47.46,0 |
| 4      | Jon Maardalen        | 3.49.48,0 |
| 5      | Torkel Persson       | 4.05.59,0 |
| 6      | Ernst Alm            | 4.06.31,0 |
| 7      | Matti Raivio         | 4.06.50,0 |
| 8      | Oskar Lindberg       | 4.07.44,0 |
| 9      | Enrico Colli         | 4.10.50,0 |
| 10     | Giuseppe Ghedina     | 4.27.48,0 |

## Deltagare
Åkare från USA deltog bara i 18-kilometersloppet. 15 åkare deltog i båda tävlingarna.
- Finland (5)
- Frankrike (8)
- Italien (7)
- Jugoslavien (4)
- Lettland (1)
- Norge (5)
- Polen (3)
- Schweiz (7)
- Sverige (6)
- Tjeckoslovakien (6)
- Ungern (3)
- USA (4)

## Medaljligan
| Pl. | Nation  | Guld | Silver | Brons | Totalt |
| --- | ------- | ---- | ------ | ----- | ------ |
| 1   | Norge   | 2    | 2      | 1     | 5      |
| 2   | Finland | 0    | 0      | 1     | 1      |